# Paul Dibon
Pour les articles homonymes, voir Dibon.
Paul Auguste Georges Dibon, né le 6 novembre 1915 à Romorantin et mort le 6 mars 1995 à Villiers-sur-Morin, est un 
historien de la philosophie français qui a fait sa carrière aux Pays-Bas, estimant que ce pays était le carrefour de la pensée philosophique au XVIIe siècle, siècle dont il était spécialiste des idées.

## Biographie
Paul Dibon poursuit ses études secondaires au collège de Blois et étudie ensuite la philosophie à la Sorbonne où il profite de l'enseignement d'Émile Bréhier. Il obtient son DES, ainsi qu'un certificat d'études pratiques en anglais de la Sorbonne (1933-1938).
Il est docteur ès lettres de l'université de Leyde en 1954 (cum laude). En 1945, il entame sa carrière d'enseignant du secondaire en philosophie au lycée de Clamecy (Nièvre), puis pendant l'année scolaire 1948/1949, il est pensionné à la maison Descartes de l'institut français d'Amsterdam et est ensuite attaché au CNRS tout en poursuivant ses recherches en tant qu'attaché au département de français de l'université de Groningue. Il présente sa thèse de doctorat à l'université de Leyde en 1954 qui est intitulée La philosophie néerlandaise au siècle d’or : l’enseignement philosophique dans les universités à l’époque précartésienne (1575-1650). Il devient privaat-docent de cette même université en philosophie française. Par la suite, il est jusqu'en 1962 chargé de cours en histoire de la pensée française à l'université d'Amsterdam et à l'université d'Utrecht. Il est nommé en 1962 professeur à l'université de Nimègue, spécialiste de l'histoire des idées au XVIIe siècle.
Il fonde en 1963 et dirige avec Richard Popkin la série des Archives internationales d'histoire des idées aux éditions Martinus Nijhoff, puis Kluwer.
Paul Dibon est directeur des études à l'école pratique des hautes études de Paris de 1964 à 1985 dans le domaine de l'histoire des idées au XVIIe siècle.
Il fonde et dirige avec Tullio Gregory, en 1981, la revue Nouvelles de la République des Lettres (Naples). La bibliothèque Diderot de l'école normale supérieure de Lyon a reçu en don en 2017 la propre bibliothèque de Paul Dibon représentant plus de cinq mille ouvrages de philosophie, d'histoire de la philosophie, etc.

## Quelques œuvres
- La Philosophie néerlandaise au Siècle d'Or, Amsterdam : Elsevier, 1954, X-274 p.
- Le Fonds néerlandais de la bibliothèque académique de Herborn, Amsterdam : N. V. Noord-Hollandsche Uitgevers Mij., 1957, 165 pages.
- Regards sur la Hollande au Siècle d'Or, Naples : Vivarium,1990 (textes parus de 1950 à 1990), 783 pages.

## Direction d'ouvrages collectifs et ouvrages en collaboration
- Descartes et le cartésianisme hollandais, avec la collaboration d'E. J. Dijksterhuis, Cornelía Serrurier, Hendrik J. Pos, Jean Orcibal, C. Louise Thijssen-Schoute... [et al.], Paris : PUF- Editions Françaises d'Amsterdam,1951, XII-311 pages.
- Pierre Bayle, le philosophe de Rotterdam, Amsterdam : Elsevier, 1959, XXX-255 p.
- Inventaire de la correspondance d'André Rivet (1595-1650), avec la collaboration d'E. Estourgie et de H. Bots, La Haye : Nijhoff, 1971, XXIV-406 p.
- Inventaire de la correspondance de J. F. Gronovius (1631-1671), avec la collaboration d'E. Bots-Estourgie et de H. Bots, La Haye : Nijhoff, 1974, XXX-529 p.
- Johannes Fredericus Gronovius, pèlerin de la République des lettres. Recherches sur le voyage savant au XVIIe siècle, avec Françoise Waquet, Genève : Droz ; Paris, 1984, IX-187 p.